# Wehrverband Reichsflagge
Wehrverband Reichsflagge var en tysk paramilitär organisation, som grundades 1919 av officeren Adolf Heiß (1882–1945). Wehrverband Reichsflagge hade sitt centrum i Nürnberg och hade som mest omkring 20 000 medlemmar. År 1927 gick organisationen upp i Stahlhelm, Bund der Frontsoldaten.

### Webbkällor
- Hübner, Christoph. ”Reichsflagge, 1919–1927” (på tyska). Historisches Lexikon Bayerns. Arkiverad från originalet den 12 juli 2014. https://www.webcitation.org/6R1E6efcr?url=http://www.historisches-lexikon-bayerns.de/artikel/artikel_44794. Läst 12 juli 2014.